# Хо-Хо-Кус (Нью-Джерси)
Хо-Хо-Кус — боро в округе Берген, штате Нью-Джерси, США. Согласно переписи 2000 года население района составляло 4 060 человек. В районе располагается несколько исторических памятников, включая Ho-Ho-Kus Inn и The Hermitage.
Хо-Хо-Кус был превращён в район на основании закона Законодательного Собрания штата Нью-Джерси 12 октября 1908 года из Borough of Orvil, который в свою очередь был создан 8 марта 1905 года из частей Orvil Township.
Хо-Хо-Кус стоит на 15-м месте по уровню доходов на душу населения из всех городов Нью-Джерси. Соседний тауншип, Садл-Ривер, занимает второе место в этом списке.

## История названия
Происхождение значения имени Хо-Хо-Кус точно не известно. Из истории района на его официальном сайте, наиболее вероятно происхождение от сокращения термина индейцев штата Делавэр «Mah-хо-хо-Кус» (или «Mehokhokus»), что означает «красный кедр».
Другие значения были предложены на протяжении многих лет и перечислены на веб-сайте района, в том числе индейские слова означающие проточную воду, расщелину в скале или под скалой или полые скалы, слово «hohokes», означающее свист ветра против коры деревьев, индейцы Chihohokies, вождь которых проживал здесь, голландскoe слово Hoog Akers (высокие желуди) или Hoge Aukers (высокие дубы), индейские слова «hoccus», что означает лису, или «woakus», серая лисица и другие.

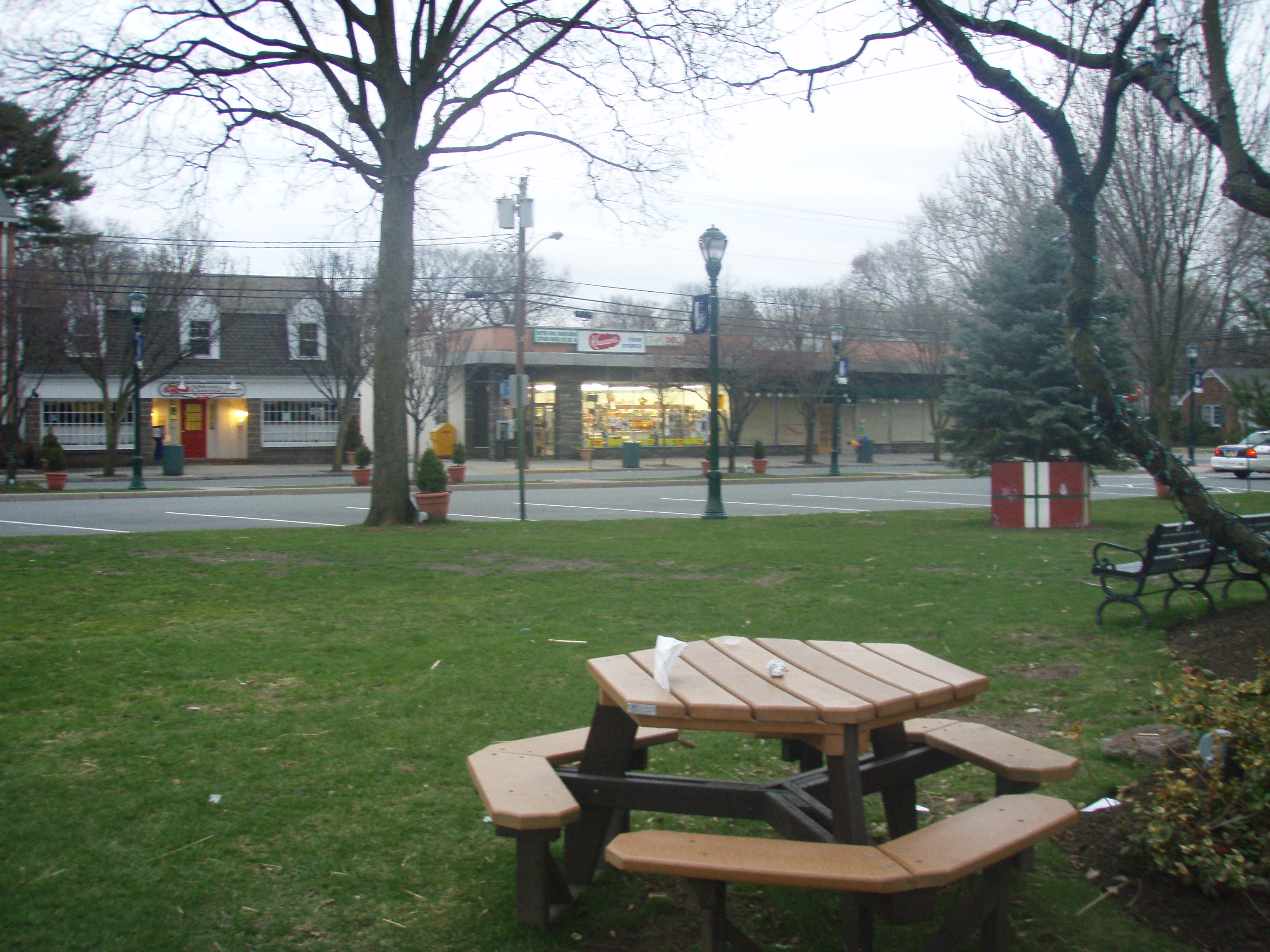
Центр города Хо-Хо-Кус

## География
По данным Бюро переписи США, район имеет общую площадь 7,1 квадратных километров, из которых 0,37 % являются водой.

## Демография
Плотность населения составляет 900,9 человек на квадратный километр. Мужчины имеют средний доход $ 92 573 против $ 54 091 для женщин.

## Правительство

### Местные органы власти
Мэр избирается непосредственно избирателями на четырехлетний срок полномочий, и голосует только для того, чтобы разбить ничью.
На выборах, состоявшихся 6 ноября 2007 года, избиратели заполнили открытое место мэра и два места в городской совет. Действующий мэр, республиканец Томас Рэндалл (693 голосов) был единственным кандидатом и получил новый четырехлетний срок полномочий. Ресаубликанец Гордон Хамм (638 голосов) и соратник Ли B. Флемминг (606) были избраны на трехлетний срок в городской совет, победив демократку Донну Л. Чиоффи (498).
В Хо-Хо-Кусе зарегистрировано более, чем в пять раз больше республиканцев, чем демократов.

### Федеральный, штатов и графств представление
Хо-хо-Кус находится в Пятом Конгрессиональном округе и является частью 39-го законодательного района Нью-Джерси.

### Политика
По состоянию на 1 апреля 2006 года, из переписи 2004 года в Хо-хо-Кусе насчитывалось 2 881 зарегистрированных избирателей (70,4 % населения, против 55,4 % во всём округе Берген). Из зарегистрированных избирателей, 312 (10,8 % против 20,7 % в округе) были зарегистрированы как демократы, 1 586 (55,1 % против 19,2 % в округе) были зарегистрированы как республиканцы и 983 (34,1 % против 60,1 % в округе) были зарегистрированы в качестве необъявленных.
На национальном уровне, Хо-хо-Кус решительно склоняется к Республиканской партии. На президентских выборах 2004 года республиканец Джордж Буш получил 62 % голосов избирателей города, одержав сокрушительную победу над Джоном Керри, который получил около 37 %.
На президентских выборах 2008 года демократ Барак Обама уменьшил отрыв от республиканцев, но все же проиграл в Хо-Хо-Кусе с большим отрывом. Обама завоевал 1009 голосов (41 %). Республиканец Джон Маккейн победил, набрав 1440 голосов (58 %).

## Достопримечательности
- Эрмитаж, место свадьбы Аарона Бёрра, числится в Национальном регистре исторических мест.[12]

## В популярных СМИ
- Различные сцены из фильма Lymelife снимали в Хо-Хо-Кусе в марте 2008.